# Медијатор
Медијатор је специјално обучена особа (неутрална страна) за посредовање у конфликтима (медијација).
Медијатор није судија, није арбитар и нема право да саветује странке. Његова улога је да странкама помогне да разумеју своје интересе кроз незадовољне потребе које су изазвале сукоб, и да странке заједнички пронађу адекватно решење прихватљиво за обе стране.  Медијатори су независни и непристрасани, али уколико се посумња у њихову непристрасност, могу да га изузму из поступка или да прекину медијацију. Ипак, уколико медијатор сматра да поступак медијације не иде жељеним током и да је нецелисходан, исти може прекинути. Медијатор има право на награду коју уговара са странкама у тренутку потписивања Споразума о приступању медијацији.